# ويليام جيرارد باور
ويليام جيرارد باور هو سياسي كندي، ولد في 19 أبريل 1882 في كندا، وتوفي في 8 يوليو 1940 بمدينة كيبك في كندا. حزبياً، نشط في حزب كيبيك الليبرالي.